# Dichaetomyia helinaeformis
Dichaetomyia helinaeformis är en tvåvingeart som beskrevs av Adrian C. Pont 1969. Dichaetomyia helinaeformis ingår i släktet Dichaetomyia och familjen husflugor.
Artens utbredningsområde är Tanzania. Inga underarter finns listade i Catalogue of Life.